# Kruiskapel (Ediger-Eller)
De Kruiskapel (Duits: Kreuzkapelle) ligt aan het einde van een kruisweg hoog boven het dorp Ediger aan de Moezel, Rijnland-Palts.   

## Beschrijving

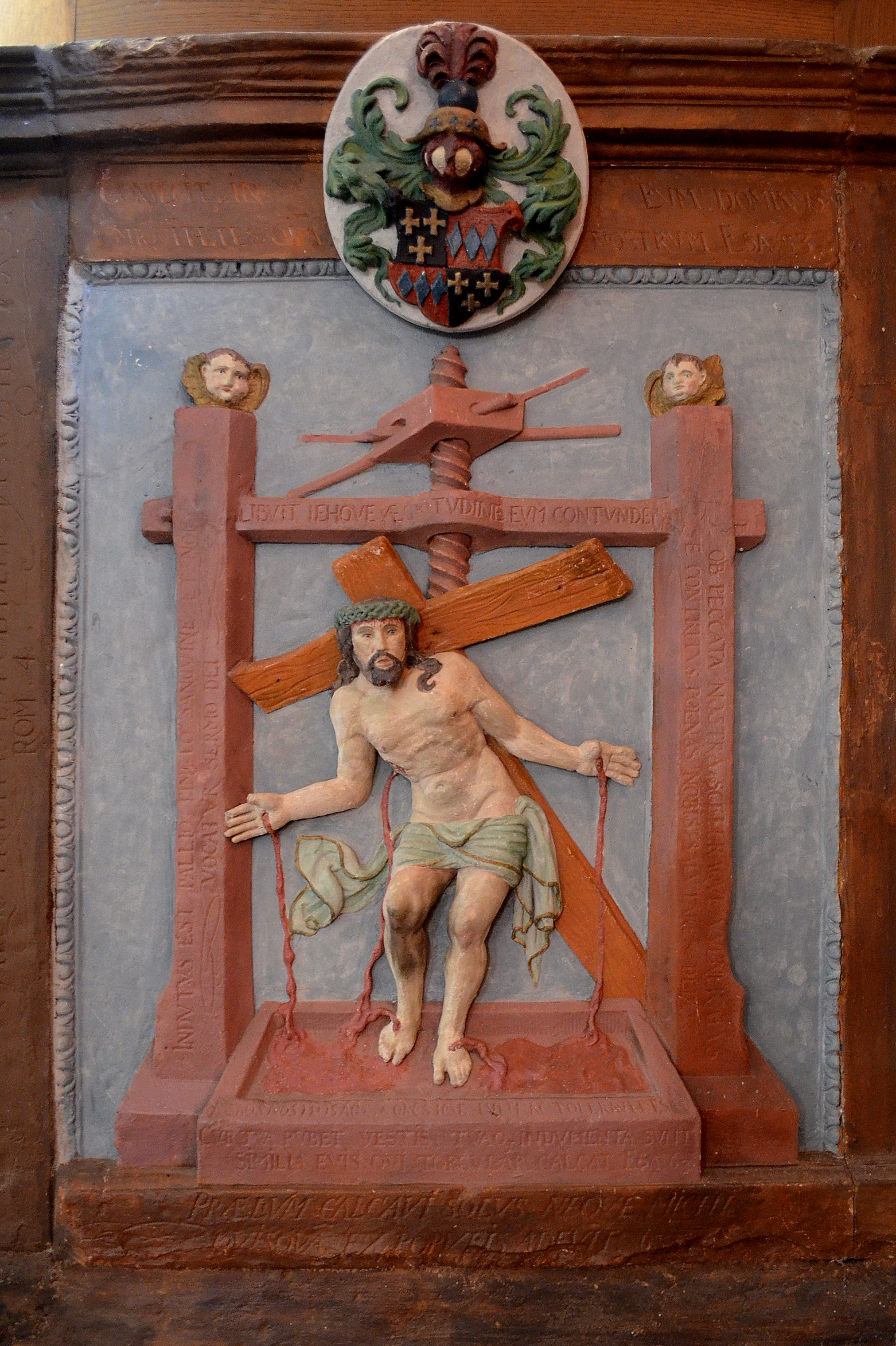
Steenreliëf Christus in de Wijnpers

De kapel vormt het eindpunt van een kruisweg uit het jaar 1488, de op twee na oudste kruisweg van Duitsland. Elk jaar voert vanuit Ediger op Goede Vrijdag een processie met honderden gelovigen langs de kruisweg naar de Kruiskapel.
In de kapel bevindt zich een beroemd en even uniek reliëf van 100 cm bij 90 cm, dat Christus in de Wijnpers (Christus in der Kelter) voorstelt. Het reliëf stamt uit de tweede helft van de 16e eeuw en toont de lijdende Christus in een wijnpers. Het reliëf van Christus in de Wijnpers verwijst naar het bloed van Christus, dat werd vergoten en in de vorm van wijn aan gelovigen wordt gegeven ter vergeving van de zonden.
De kruisweg bestaat uit 15 staties van zandsteen uit het jaar 1762. De eerste statie toont de veroordeling van Jezus. Oorspronkelijke bestond een kruisweg uit zeven staties (voetvallen), die pas later aangroeiden tot veertien staties. In Ediger werd echter nog een 15e statie toegevoegd: die van de kruisvinding door de heilige Helena.

## Afbeeldingen

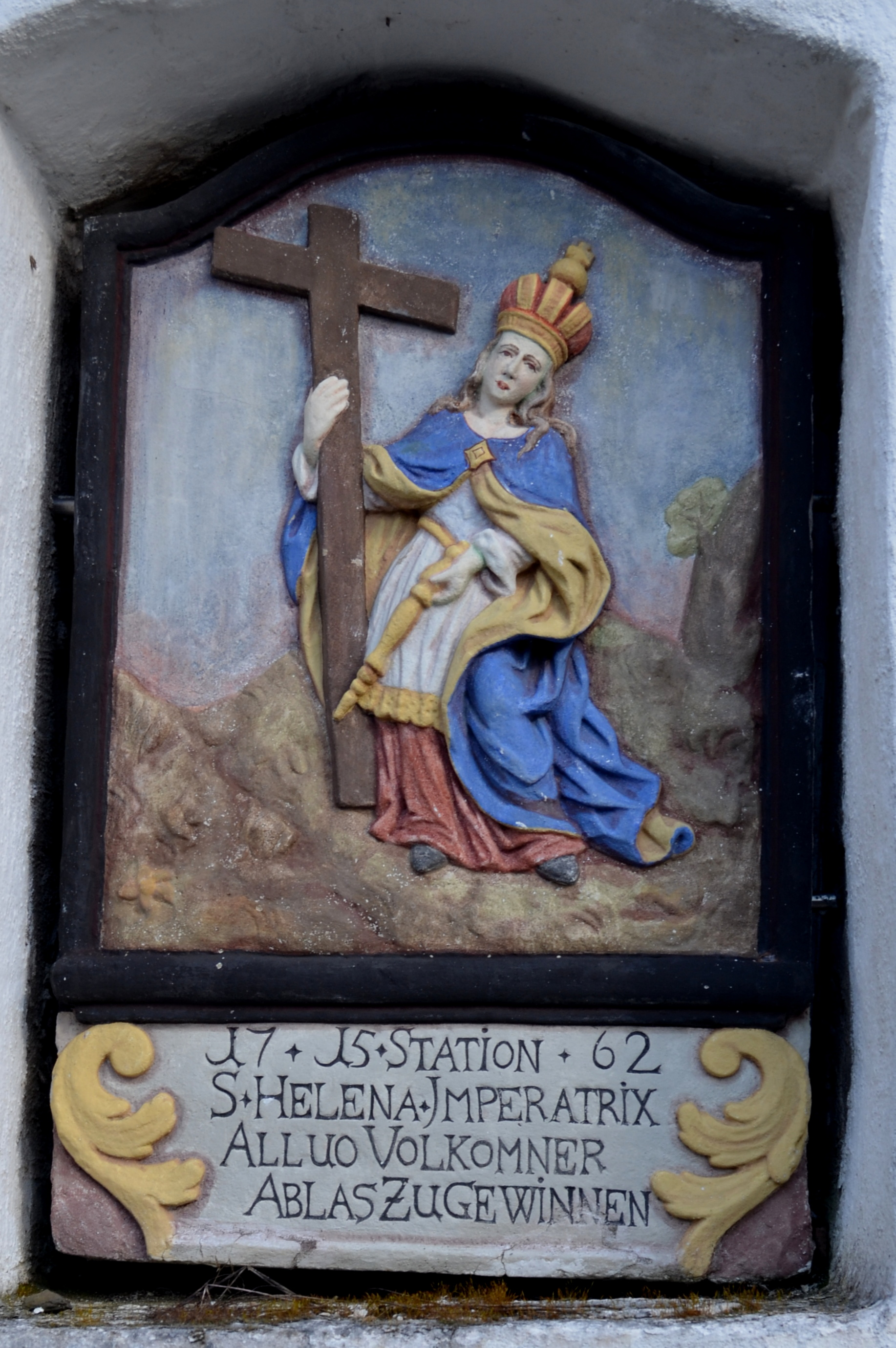
15e statie van Sint-Helena en het Ware Kruis
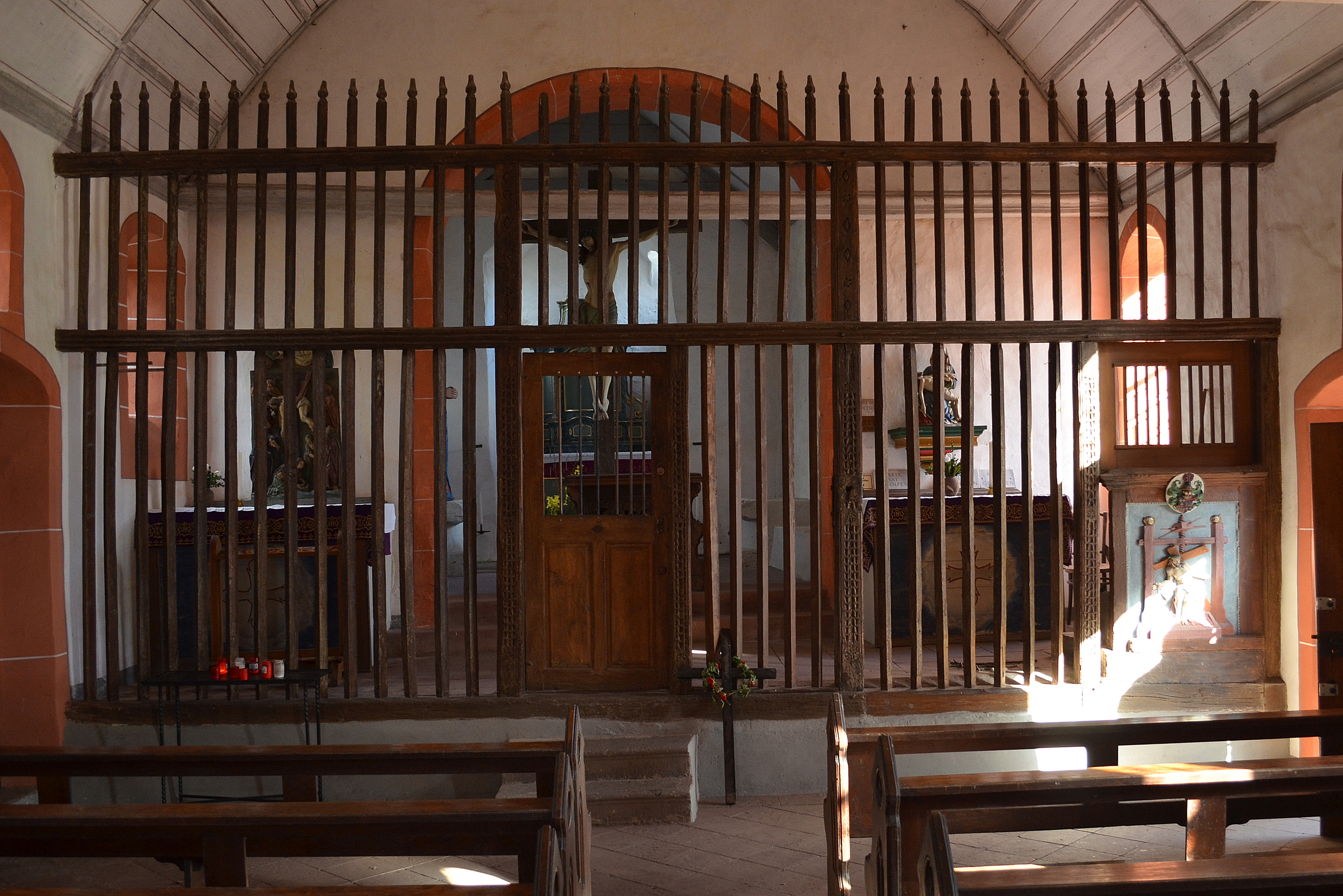
Het koor bevindt zich achter een houten koorhek
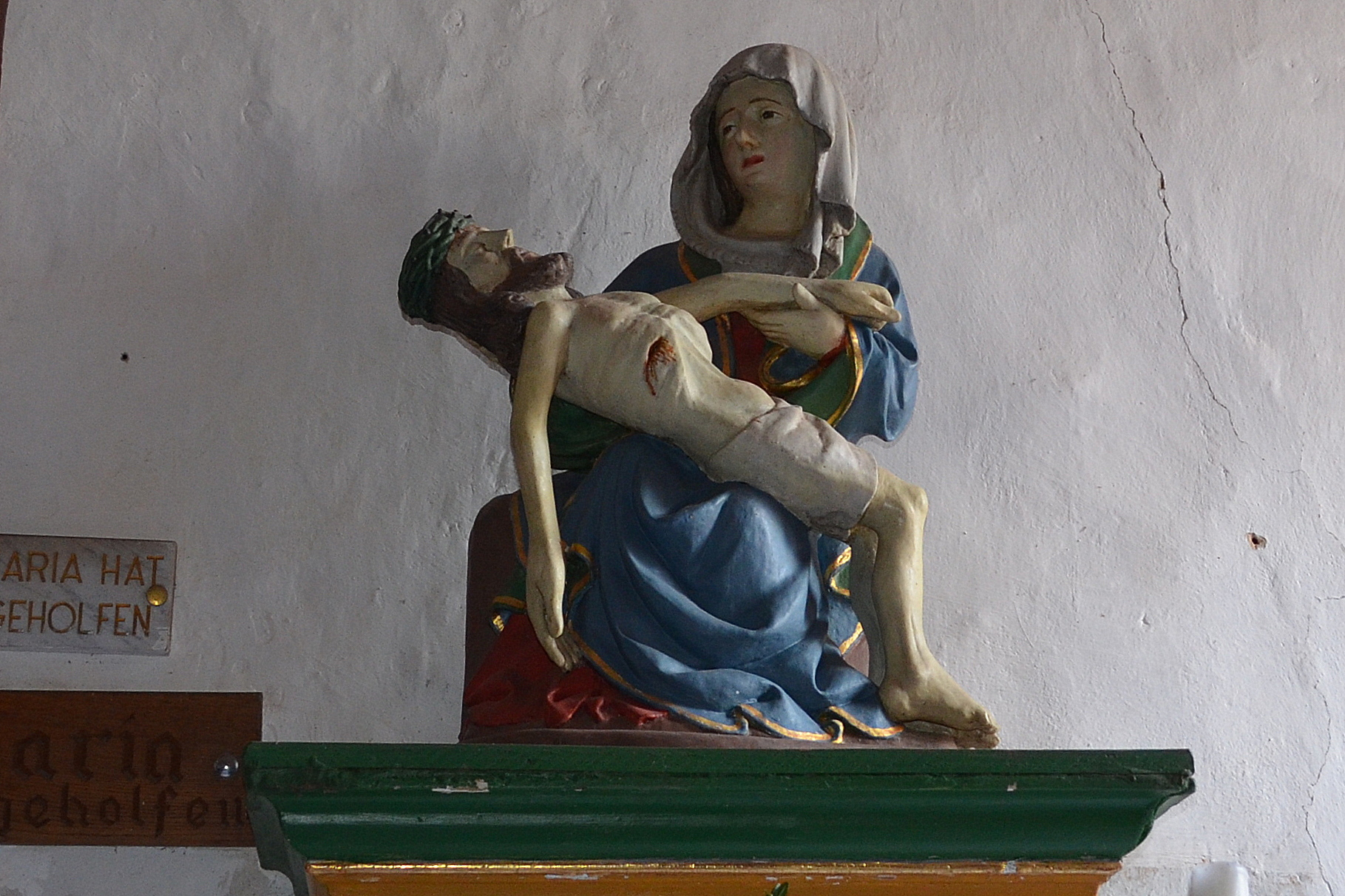
Piëta
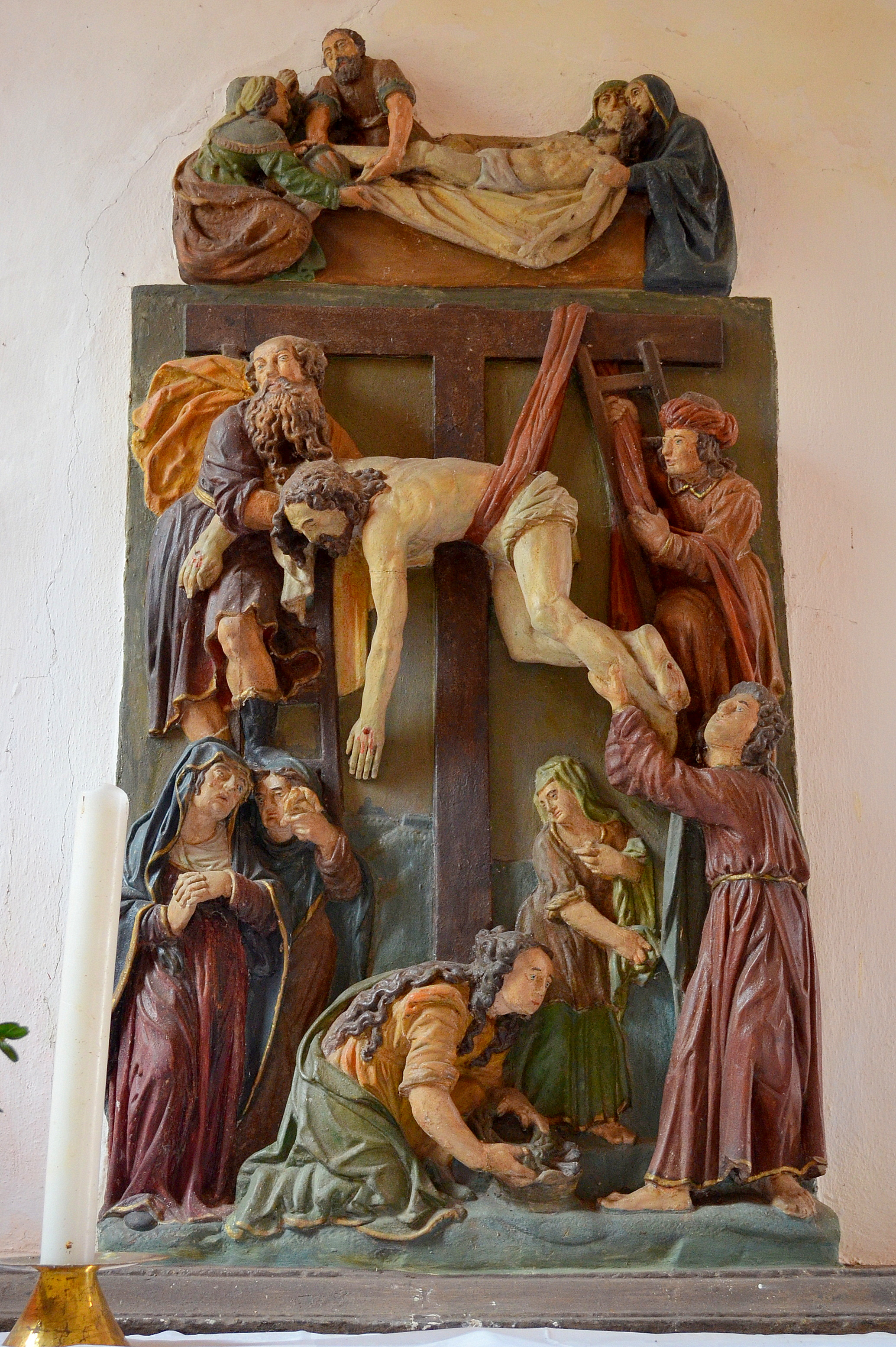
Reliëf Kruisafname